# Hypnotheca graminis
Hypnotheca graminis — вид грибів, що належить до монотипового роду  Hypnotheca.